# Wincenty Wielogłowski

Herb Starykoń

Wincenty Wielogłowski herb Starykoń (ur. 1770, zm. 1874), sędzia pokoju powiatu miechowskiego, prezes Towarzystwa Kredytowego Ziemskiego. Właściciel Bolowa i Nadzowa.

## Rodzina
Wincenty Wielogłowski urodził się w rodzinie Franciszka i Rozalii z domu Sędzimir. Ojciec piastował urząd stolnika wołyńskiego oraz wicerejenta grodzkiego sądeckiego, był dziedzicem dóbr majątkowych: Olszany i Wolica. Matka pochodziła z Łukawicy, pieczętowała się herbem Ostoja.
Wincenty był stryjem Walerego Wielogłowskiego (1805–1865), polskiego pisarza i publicysty.
Dziad Wincentego, Kazimierz Wielogłowski pełnił obowiązki stolnika podstolego, wołyńskiego,  i starosty olszańskiego. Był dystrybutorem soli suchedniowej (zwanej inaczej szlachecką) w sądeckim oraz posiadaczem domu i gruntów w Nowym Sączu.
Pradziad Stefan Wielogłowski (zm. 1736), piastował urząd kasztelana bieckiego.
Poślubił Julię Warzycką herbu Trąby. Urodziła ona czterech synów: Jana, Feliksa, Ignacego i Romana.

## Pełnione urzędy

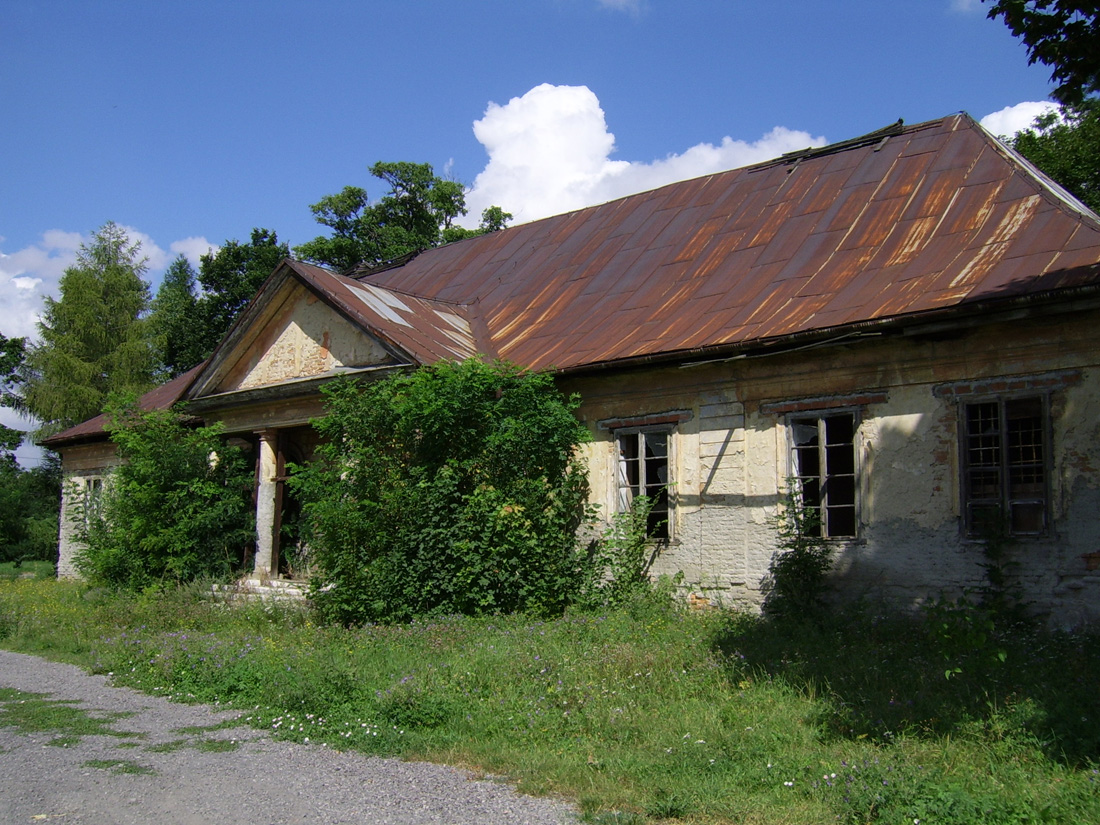
Dwór w Nadzowie

Pełnił obowiązki sędziego pokoju powiatu miechowskiego oraz prezesa Towarzystwa Kredytowego Ziemskiego. Był właścicielem Bolowa i Nadzowa (od 1818). W Nadzowie z jego inicjatywy powstał dwór, następnie sprzedany w 1875 przez jego syna Feliksa, Izydorowi Bocheńskiemu. Wincenty Wielogłowski dożył 104 lat. 